# ویدئوشناسی سلنا گومز

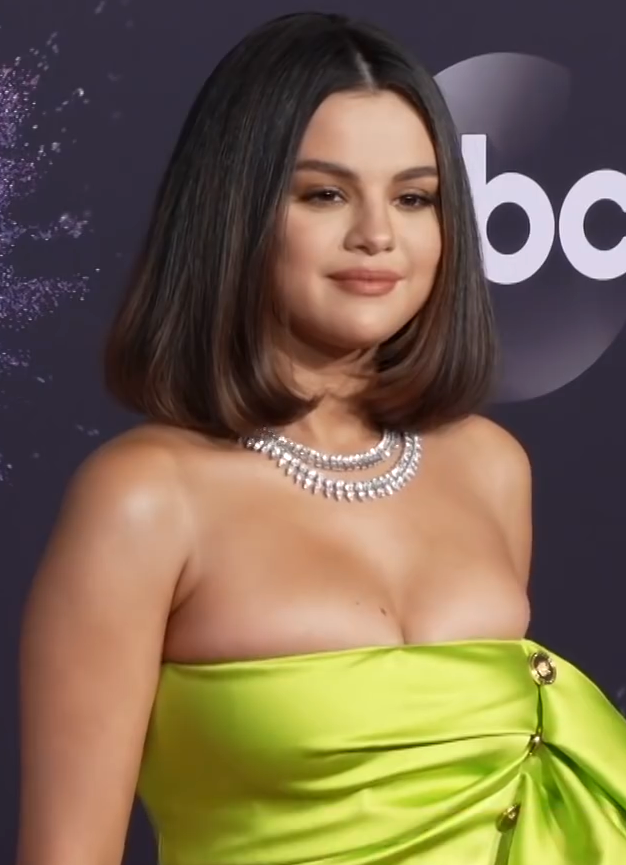
گومز در ۲۰۱۹

این نوشتار به ویدئوشناسی سلنا گومز می‌پردازد.

## فیلم‌شناسی
| به آثاری اشاره دارد که در حال حاضر منتشر نشده‌اند | به آثاری اشاره دارد که در حال حاضر منتشر نشده‌اند |

### سینما
| سال  | عنوان                                | نقش                                         | توضیحات                        | منا.          |
| ---- | ------------------------------------ | ------------------------------------------- | ------------------------------ | ------------- |
| ۲۰۰۳ | بچه‌های جاسوس ۳: بازی باخته           | Water Park Girl                             |                                | [ ۱ ]         |
| ۲۰۰۸ | یک داستان سیندرلایی دیگر             | Mary Santiago                               | فیلم ویدئویی                   | [ ۲ ]         |
| ۲۰۰۸ | هورتون صدایی می‌شنود                  | Helga (voice)                               |                                | [ ۳ ]         |
| ۲۰۰۹ | آرتور و انتقام مالتازارد             | Princess Selenia (voice)                    | دوبله انگلیسی                  | [ ۴ ]         |
| ۲۰۱۰ | رامونا و بیزوس                       | Beatrice "Beezus" Quimby                    |                                | [ ۵ ]         |
| ۲۰۱۰ | آرتور ۳: جنگ دو جهان                 | Princess Selenia (voice)                    | دوبله انگلیسی                  | [ ۶ ]         |
| ۲۰۱۱ | مونته کارلو                          | Grace Ann Bennett / Cordelia Winthrop Scott |                                | [ ۷ ]         |
| ۲۰۱۱ | The Muppets                          | خودش                                        |                                | [ ۸ ]         |
| ۲۰۱۲ | Fifty Shades of Blue                 | Woman                                       | فیلم کوتاه                     | [ ۹ ]         |
| ۲۰۱۲ | تعطیلات بهاری                        | Faith                                       |                                | [ ۱۰ ]        |
| ۲۰۱۲ | هتل ترانسیلوانیا                     | Mavis Dracula (voice)                       |                                | [ ۱۱ ]        |
| ۲۰۱۲ | پس‌لرزه                               | VIP Girl                                    | حضور افتخاری                   | [ ۱۲ ]        |
| ۲۰۱۳ | گریز                                 | The Kid                                     |                                | [ ۱۳ ]        |
| ۲۰۱۳ | خیزش دختران                          | Narrator (voice)                            | مستند                          | [ ۱۴ ]        |
| ۲۰۱۳ | Searching                            | Violet                                      | فیلم کوتاه                     | [ ۱۵ ]        |
| ۲۰۱۴ | بدون سکان                            | Kate Ann Lucas                              |                                | [ ۱۶ ]        |
| ۲۰۱۴ | رفتار بد                             | Nina Pennington                             |                                | [ ۱۷ ]        |
| ۲۰۱۵ | وحدت                                 | Narrator (voice)                            | مستند                          | [ ۱۸ ]        |
| ۲۰۱۵ | هتل ترانسیلوانیا ۲                   | Mavis Dracula (voice)                       |                                | [ ۱۹ ]        |
| ۲۰۱۵ | رکود بزرگ                            | خودش                                        | حضور افتخاری بدون اشاره به نام | [ ۲۰ ]        |
| ۲۰۱۵ | تور جهانی ۱۹۸۹                       | خودش                                        | فیلم کنسرتی                    | [ ۲۱ ]        |
| ۲۰۱۶ | اصول مراقبت                          | Dot                                         |                                | [ ۲۲ ]        |
| ۲۰۱۶ | همسایه‌ها ۲: انجمن خواهری برمی‌خیزد    | Madison                                     |                                | [ ۲۳ ]        |
| ۲۰۱۶ | در نبردی مشکوک                       | Lisa London                                 |                                | [ ۲۴ ]        |
| ۲۰۱۷ | پاپی!                                | Mavis Dracula (voice)                       | فیلم کوتاه تبلیغاتی            | [ ۲۵ ]        |
| ۲۰۱۸ | A Love Story                         | Girl                                        | فیلم کوتاه                     | [ ۲۶ ]        |
| ۲۰۱۸ | هتل ترانسیلوانیا ۳: تعطیلات تابستانی | Mavis Dracula (voice)                       |                                | [ ۲۷ ]        |
| ۲۰۱۹ | مرده‌ها نمی‌میرند                      | Zoe                                         |                                | [ ۲۸ ]        |
| ۲۰۱۹ | یک روز بارانی در نیویورک             | Chan Tyrell                                 |                                | [ ۲۹ ]        |
| ۲۰۲۰ | دولیتل                               | Betsy (voice)                               |                                | [ ۳۰ ]        |
| ۲۰۲۰ | This Is the Year                     | —                                           | تهیه‌کنندۀ اجرایی               | [ ۳۱ ]        |
| ۲۰۲۰ | The Broken Hearts Gallery            | —                                           | تهیه‌کنندۀ اجرایی               | [ ۳۲ ]        |
| ۲۰۲۲ | هتل ترانسیلوانیا ۴: تبدیل شدن        | Mavis Dracula (voice)                       | همچنین تهیه‌کنندۀ اجرایی        | [ ۳۳ ]        |
| ۲۰۲۲ | Selena Gomez: My Mind & Me           | خودش                                        | مستند                          | [ ۳۴ ]        |
| ۲۰۲۴ | امیلیا پرز                           | Jessi Del Monte                             |                                | [ ۳۵ ] [ ۳۶ ] |

### تلویزیون
| سال        | عنوان                               |
| ---------- | ----------------------------------- |
| ۲۰۰۲–۲۰۰۴  | بارنی و دوستان                      |
| ۲۰۰۵       | واکر رنجر تگزاس: محاکمه توسط آتش    |
| ۲۰۰۶       | زندگی سوئیت زاک و کودی              |
| ۲۰۰۷       | هانا مونتانا                        |
| ۲۰۰۷–۲۰۱۲  | جادوگران محله ویورلی                |
| ۲۰۰۸       | برادران جوناس: زندگی در رویا        |
| ۲۰۰۸       | بازی های کانال دیزنی                |
| ۲۰۰۸       | استودیو دی‌سی: آلموست لیو            |
| ۲۰۰۹       | سانی با یک شانس                     |
| ۲۰۰۹       | برنامه حفاظت از پرنسس               |
| ۲۰۰۹       | زندگی سوئیت روی عرشه                |
| ۲۰۰۹       | جادوگران محله ویورلی: فیلم          |
| ۲۰۰۹       | اکستریم میک‌اُور: هوم ادیشن           |
| ۲۰۱۱       | خیلی تصادفی!                        |
| ۲۰۱۳       | بازگشت جادوگران: الکس در مقابل الکس |
| ۲۰۱۵       | د ویس                               |
| ۲۰۱۶       | پخش زنده شنبه شب                    |
| ۲۰۱۶       | خودمانی با ایمی شومر                |
| ۲۰۱۷       | ۱۳ دلیل برای اینکه                  |
| ۲۰۲۰–اکنون | سلنا + سرآشپز                       |
| ۲۰۲۰       | میزان رأی چه کسی است، شرح تفصیلی    |
| ۲۰۲۱–اکنون | تنها کشتار درون ساختمان             |